# Georg Bernhard Simson
Georg Bernhard Simson (* 1817 in Königsberg; † 22. Dezember 1897 in Berlin) war ein preußischer Jurist und Politiker.
Simson, Sohn des Königsberger Kaufmanns Zacharias Jakob Simson (1785–1876) und Bruder des 1888 in den preußischen Adelsstand erhobenen Juristen und Politikers Eduard Simson (1810–1899), studierte Rechtswissenschaften an der Albertina zu Königsberg und an der Universität Berlin und wurde Assessor in Preußisch Stargard, später Geheimer Justizrat in Berlin.
Vom 24. Mai 1848 bis zum 20. Mai 1849 gehörte er der Frankfurter Nationalversammlung als Abgeordneter für Preußisch Stargard an. Die letzte Woche seiner Abgeordnetentätigkeit fungierte er als Schriftführer des Parlaments.
| Personendaten    | Personendaten                    |
| ---------------- | -------------------------------- |
| NAME             | Simson, Georg Bernhard           |
| KURZBESCHREIBUNG | preußischer Jurist und Politiker |
| GEBURTSDATUM     | 1817                             |
| GEBURTSORT       | Königsberg, Ostpreußen           |
| STERBEDATUM      | 22. Dezember 1897                |
| STERBEORT        | Berlin                           |